# اغرام (بني جبارة)
اغرام هو دُوَّار يقع بجماعة درادرة، إقليم شفشاون، جهة طنجة تطوان الحسيمة في المملكة المغربية. ينتمي الدوّار لمشيخة بني جبارة التي تضم 14 دوار. يقدر عدد سكانه بـ 293 نسمة حسب الإحصاء الرسمي للسكان والسكنى لسنة 2004.

## روابط خارجية
- البوابة الوطنية للجماعات الترابية
- المندوبية السامية للتخطيط